# Toshi
Toshimitsu Deyama (出山利三Deyama Toshimitsu), estilizado como ToshI (nascido dia 10 de outubro de 1965 em Tateyama, Chiba) é o vocalista da banda de heavy metal e Visual Kei X Japan, e teve uma carreira solo.

## Biografia
Toshi é o mais novo de três irmãos e ele disse que quando criança era gordo.Sua mãe é uma professora de piano e assim como a mãe de yoshiki é uma pessoa bem humilde.
Ele e yoshiki são amigos desde os tempos de jardim de infância. Toshi era fã de baseball, especialmente do time Giants. Ele sempre gostou de cantar, mas nunca foi atrás de competições, ele só cantava em casa ou em excursões. Aprendeu guitarra e piano para acompanhamento dele mesmo. Também tocou na orquestra da escola.

### X Japan
Em 1982 Yoshiki e Toshi fundaram uma banda. Yoshiki disse para todos os membros cantarem para descobrir quem cantava melhor e ninguém foi melhor que Toshi, apesar de Toshi querer tocar guitarra. A voz de Toshi alcançou cerca de 3 oitavas então ele poderia cantar musicas que originalmente são escritas para vozes femininas.
Em 1997 saiu do X Japan tendo como motivo o fato de que não poderia mais cooperar com as músicas de Yoshiki. Ele disse em uma entrevista que era doloroso pra ele cantar as músicas do X Japan, e isso estava cada vez mais difícil pra ele. 
Em 2008, X Japan reuniu-se e Toshi voltou a cantar para a banda.
Ele criou uma nova banda chamada "TOSHI with T-EARTH" e começou a fazer turnês pelo Japão. A nova banda é conhecida pelo novo tipo de música, "Eco Hard Rock", que fala sobre proteger o planeta da poluição que o homem causa. Um álbum foi lançado em Agosto, chamado Earth Spirit.
TOSHI with T-EARTH se apresentou no Brasil no dia 12 de Outubro de 2008, em São Paulo.